# Podofomes trogii
Podofomes trogii är en svampart som först beskrevs av Elias Fries, och fick sitt nu gällande namn av Zdeněk Pouzar 1971. Podofomes trogii ingår i släktet Podofomes och familjen Polyporaceae.   Inga underarter finns listade i Catalogue of Life.